# جيمس هندرسون بيري
جيمس هندرسون بيري (بالإنجليزية: James Henderson Berry)‏ هو محامي وسياسي أمريكي، ولد في 15 مايو 1841 في مقاطعة جاكسون في الولايات المتحدة، وتوفي في 30 يناير 1913 في بنتونفيل في الولايات المتحدة. حزبياً، نشط في الحزب الديمقراطي. وقد انتخب حاكم أركنساس ‏ (13 يناير 1883 – 17 يناير 1885) وانتخب عضو مجلس نواب أركنساس وانتخب عضو مجلس الشيوخ الأمريكي.